# Niort
Niort je francouzské město a obec v departementu Deux-Sèvres v regionu Nové Akvitánii. V roce 2006 zde žilo 60 486 obyvatel. Je centrem arrondissementu Niort.

## Osobnosti města
- Ludvík XI. (1423 – 1483), král Francie
- Madame de Maintenon (1635 - 1719), favoritka Ludvíka XIV., jeho tajná manželka od 1683
- Henri-Georges Clouzot (1907 - 1977), filmový režisér, scenárista a producent
- Ségolène Royalová (* 1953), politička, kandidátka v prezidentských volbách 2007
- Étienne Capoue (* 1988), fotbalista

## Partnerská města
- Biała Podlaska, Polsko
- Coburg, Německo
- Gijón, Španělsko
- Springe, Německo
- Tomelloso, Španělsko
- Wellingborough, Spojené království